# Hey Bulldog
Hey Bulldog – piosenka brytyjskiego zespołu The Beatles, którą w 1969 roku wydano na albumie ze ścieżką dźwiękową Yellow Submarine. Autorstwo utworu przypisano duetowi Lennon/McCartney, ale głównym twórcą był John Lennon. W nadaniu dziełu ostatecznego kształtu Lennonowi pomógł w studio nagraniowym Paul McCartney. Piosenka została nagrana podczas realizacji zdjęć do promocyjnego filmu „Lady Madonna”.
Roboczy tytuł utworu brzmiał „She Can Talk to Me”. Według internetowej redakcji muzycznej BBC (Culture) piosenka jest jedną z najbardziej niedocenianych w repertuarze grupy The Beatles. Po wielu latach utwór zyskał kultową popularność, choć jako materiał premierowy został wycięty z wersji filmu Żółta łódź podwodna (1968) wyświetlanej w kinach poza Wielką Brytanią. W wywiadzie udzielonym w 1980 roku Lennon powiedział o tym utworze: „To dobrze brzmiące nagranie, które nic nie znaczy”.

## Historia
Do nagrania funkowej kompozycji „Hey Bulldog” doszło na kilka dni przed wyjazdem liverpoolskiego zespołu do Indii. Gdy członkowie grupy, będący w dobrych nastrojach, przebywali w studiu nagraniowym Abbey Road kręcone były zdjęcia do promocyjnego filmu na potrzeby singla „Lady Madonna”. Wtedy zdecydowano, że kwartet zarejestruje dodatkową piosenkę w celu zamknięcia ścieżki dźwiękowej do filmu Żółta łódź podwodna (1968). Podobnie jak w przypadku piosenki „I Am the Walrus” (1967), bazą dla nowej kompozycji Lennona był swoisty bełkot („Jakaś samotność jest w tobie odmierzana / myślisz, że mnie znasz, ale nie masz pojęcia”). Żartobliwy charakter dzieła równoważył zdecydowane i agresywne riffy – „potupujący” rytm fortepianu Lennona, „rycząca” gitara George’a Harrisona, zmodyfikowana przez fuzzbox partia basu McCartneya oraz „szurająca” perkusja Ringo Starra.
Mimo że utwór miał być wydany pod tytułem „Hey Bullfrog”, to pod wpływem McCartneya i ostatecznego charakteru, który wyewoluował podczas sesji nagraniowej, dzieło opublikowano jako „Hey Bulldog”. Powodem tej zmiany był wcześniejszy udzielał McCartneya w roli perkusisty w nagraniu piosenki Paula Jonesa „The Dog Presides”, która zawierała dźwiękowe efekty szczekania. W trakcie rejestrowania materiału z nową wówczas piosenką Beatlesów McCartney i Lennon, dzieląc się podczas śpiewu mikrofonem, zaczęli wydawać odgłosy psów. Wtedy w tytule piosenki bullfrog (żaba wół) zamieniono na bulldog (buldog).
W 1999 roku, na potrzeby reedycji filmu Żółta łódź podwodna na światowych rynkach, przywrócono animowaną sekwencję, której towarzyszyła ścieżka dźwiękowa z utworem „Hey Bulldog”. W tym samym roku pracownicy wytwórni Apple dokonali ponownego przeglądu oryginalnych nagrań studyjnych grupy The Beatles, czego efektem był nowy klip promocyjny ze zsynchronizowanymi ścieżką dźwiękową piosenki i materiałem filmowym.

## Opinie
Inżynier dźwiękowy The Beatles, Geoff Emerick, wyraził uznanie wobec studyjnych dokonań Beatlesów podczas nagrywania utworu. W swojej książce Here, There and Everywhere: My Life Recording the Music of the Beatles napisał: „Linia basu Paula była prawdopodobnie najbardziej pomysłową ze wszystkich, jakich dokonał od czasów Peppera, i została naprawdę dobrze zagrana”.

## Rankingi
W 2017 roku redaktor Bill Wyman z internetowego czasopisma „Vulture” w zestawieniu 213 piosenek grupy The Beatles umieścił „Hey Bulldog” na pozycji 89. W 2018 roku redakcja muzyczna „Time Out London” uznała tę kompozycję za 27. najlepszy utwór w dyskografii brytyjskiego zespołu.

## Personel
Źródło: 
- John Lennon – śpiew, fortepian, gitara
- Paul McCartney – śpiew, gitara basowa, tamburyn
- George Harrison – gitara elektryczna
- Ringo Starr – perkusja